# James Scott, 1. Duke of Monmouth

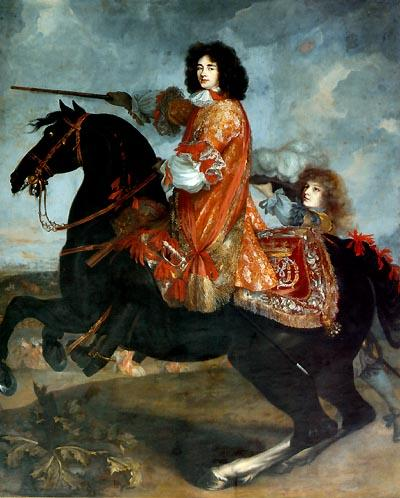
James Scott, 1. Duke of Monmouth

Wappen des James Scott, 1. Duke of Monmouth

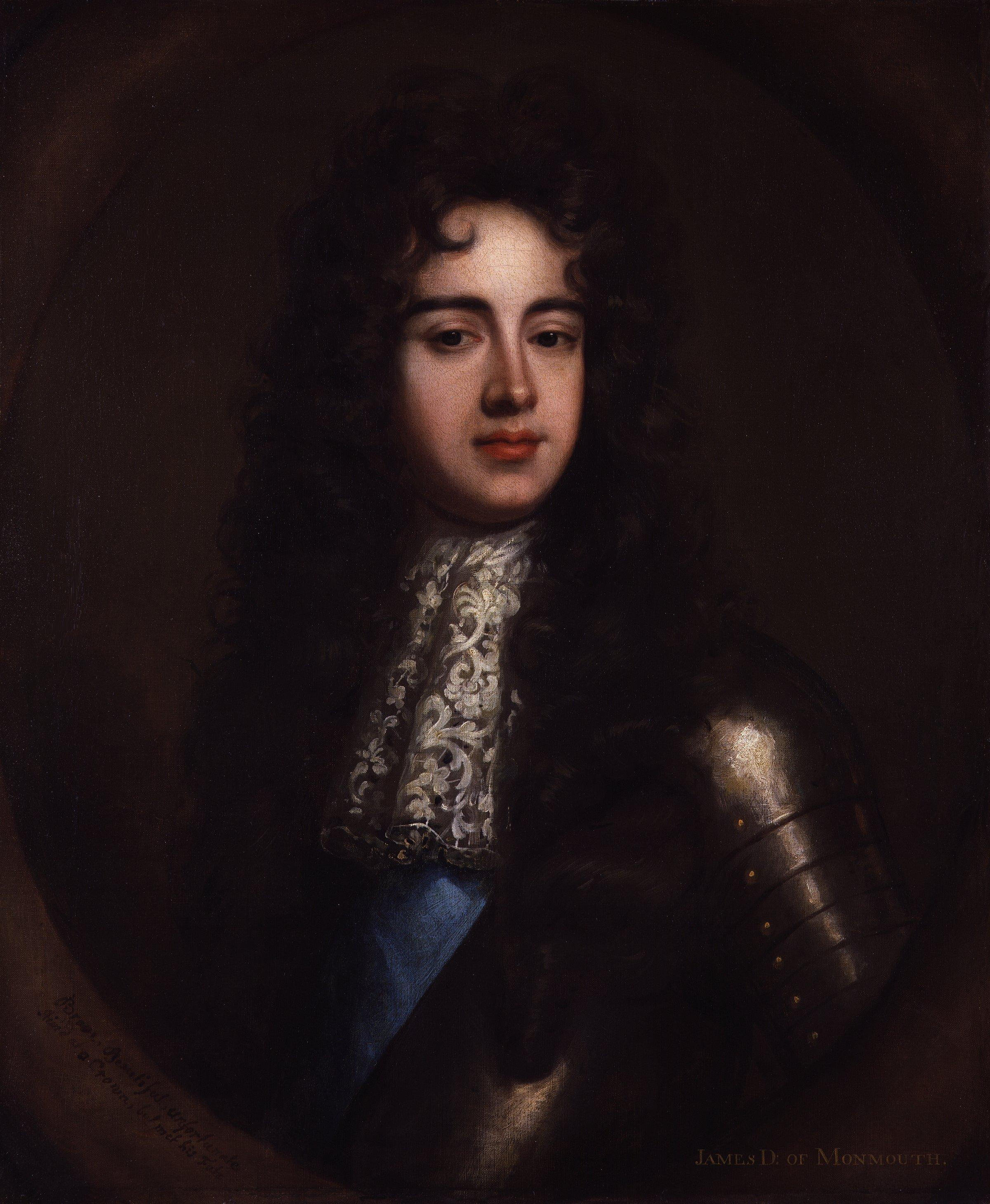
Der Duke of Monmouth and Buccleuch (um 1683)

James Scott, 1. Duke of Monmouth, 1. Duke of Buccleuch (geborener Crofts, * 9. April 1649 in Rotterdam; † 15. Juli 1685 in London) war ein unehelicher Sohn von König Karl II. von England, englischer Thronprätendent, Feldherr und Führer der Monmouth Rebellion.

## Leben
James entsprang einer Verbindung des englischen Thronfolgers Karl und der walisischen Adligen Lucy Walter. Karl befand sich in dieser Zeit wegen des Englischen Bürgerkrieges in Den Haag im Exil. Er wurde in Rotterdam geboren und wuchs neun Jahre in der Obhut seiner Mutter auf. In dieser Zeit erfuhr er weder Unterricht noch Erziehung. Ab seiner Geburt führte er zunächst den Namen James Crofts.
Im Sommer des Jahres 1656 reiste Lucy Walter mit ihren Kindern James und Mary von Den Haag zurück nach England. Die Familie wurde nach ihrer Ankunft von den Abgesandten Oliver Cromwells sofort verhaftet und in ein Gefängnis eingeliefert. Bei ihrer Verhaftung wurde Lucy Walter zum ersten Mal offiziell als „Frau und Geliebte von Charles Stuart“ („the wife and mistress of Charles Stuart“) bezeichnet, was später dem Gerücht um eine heimliche Hochzeit zwischen Karl II. und Lucy Nahrung geben sollte.
Lucy Walter schaffte es, mit ihren Kindern aus dem Gefängnis entlassen zu werden, und reiste zurück nach Den Haag. Theobald Taaffe, 2. Viscount Taaffe, ein Vermittler zwischen Lucy und Karl II., sicherte ihr eine regelmäßige Pensionszahlung zu, vor allem um den gemeinsamen Sohn James zu versorgen.
James war mit neun Jahren Analphabet, wusste nicht, wie man sich in normaler Gesellschaft zu benehmen hatte, und galt als verwildert. Ferner war es seiner Zukunft nicht dienlich, weiterhin bei seiner Mutter, deren Ruf inzwischen vernichtend beschädigt war und deren Haus in Brüssel inoffiziell als Bordell fungierte, zu wohnen. Lucy übergab James der Obhut seines Vaters. Karl II. benannte einen Tutor, der James ab 1658 unterrichten und erziehen sollte. Er sah seine Mutter nie wieder.
Nach dem Tod Cromwells verlieh das englische Parlament James Vater Karl im Mai 1660 die Königswürde als Karl II. 1662 kam James nach England, um dort vom König als Sohn anerkannt zu werden. James nahm daraufhin den Familiennamen seiner späteren Gattin, Scott, an. Am 14. Februar 1663 wurden ihm die erblichen englischen Adelstitel Duke of Monmouth, Earl of Doncaster und Baron Scott of Tindale verliehen. Karl II. machte James nie zu seinem Thronfolger und bestritt auch zeit seines Lebens, mit James’ Mutter verheiratet gewesen zu sein. Die Gerüchte über eine Heirat verstummten dennoch nie, obwohl keine Heiratsurkunde gefunden wurde.
Am 20. April 1663 heiratete er Anne Scott, 4. Countess of Buccleuch, und bekam am selben Tag von seinem Vater die schottischen Titel Duke of Buccleuch, Earl of Dalkeith und Lord Scott of Whitchester and Eskdaill verliehen. Gleichzeitig wurden die gleichen Titel suo iure auch seiner Gattin verliehen. Seinem Vater verdankte er auch seine rasche Karriere beim Militär. 1668 machte man ihn zum Hauptmann und bereits 1674 zum Oberbefehlshaber der britischen Armee. Ihm wurde auch eine Affäre mit der langjährigen Mätresse seines Vaters, Barbara Villiers nachgesagt.
Nach dem Tod seines Vaters beanspruchte er anstelle seines Onkels, Jakob II., den Thron. Damit löste er die Monmouth Rebellion aus. Seine Truppen wurden aber am 6. Juli 1685 bei dem Örtchen Sedgemoor blutig geschlagen.
James Scott, 1. Duke of Monmouth and Buccleuch, wurde bei der Flucht vom Schlachtfeld gefangen und schließlich am 15. Juli 1685 auf dem Tower Hill zu London von Jack Ketch hingerichtet. Mehr als 1000 seiner Anhänger wurden 1685 (in den sogenannten „Bloody Assizes“ unter dem Richter George Jeffreys in Maumbury Rings) in Dorchester hingerichtet.
Wegen seines Hochverrats waren seine Adelstitel verwirkt, nicht aber die seiner Gattin. Seine nachgeordneten englischen Titel Earl of Doncaster und Baron Scott of Tynedale wurden zudem 1743 für seinen Enkel Francis Scott, der seine Gattin 1732 als 2. Duke of Buccleuch beerbt hatte, wiederhergestellt. Seine Nachfahren im Mannesstamm, die Dukes of Buccleuch, sind heute die größten Grundbesitzer des Vereinigten Königreichs.

## Nachkommen
Aus seiner 1663 geschlossenen Ehe mit Anne Scott, 1. Duchess of Buccleuch (1651–1732) hatte er fünf Kinder:
- Charles Scott, Earl of Dalkeith (1672–1674);
- James Scott, Earl of Doncaster and Dalkeith (1674–1705);
- Henry Scott, 1. Earl of Deloraine (1676–1730);
- Lady Charlotte Scott († 1683);
- Lady Francis Scott (1678–1679).

Aus der Verbindung mit Eleanor, Tochter des Sir Robert Needham, hatte er drei illegitime Kinder:
- James Crofts;
- Eleanor Crofts;
- Henriette Crofts, ⚭ Charles Paulet, 2. Duke of Bolton.

## Literarische Verarbeitung und Fiktion
- Theodor Fontane: Lied des James Monmouth. In: Walter Keitel (Hrsg.): Balladen, Lieder, Sprüche. Gelegenheitsgedichte. Frühe Gedichte. Versuche und Fragmente. 3. Auflage. Hanser, München 1995, ISBN 3-446-11456-4, (Sämtliche Werke. Abteilung 1, Band 6), S. 99.
- Derselbe: James Monmouth (Novelle, 1854) in: Theodor Fontane: Geschwisterliebe. Erzählungen dtv München, 1996, ISBN 3-423-08318-2, S. 66–125.
- Eine Hypothese sagt, der Mann mit der eisernen Maske sei der Duke of Monmouth gewesen. Auf die Vermutung hin, Jakob II. hätte nicht den eigenen Neffen, der gegen ihn rebellierte, 1685 hinrichten lassen, sondern ihn durch einen anderen ersetzt. Diese Hypothese scheint dem Bemühen zu entspringen, unbedingt einen Engländer als Kandidaten zu präsentieren.
- Arthur Conan Doyle: Die Abenteuer des Micha Clarke. Historischer Roman. Originaltitel: Micah Clarke. (1889). Übersetzung aus dem Englischen von Robert Koenig. Hrsg. von Olaf Spittel. Verlag 28 Eichen, Barnstorf 2008, ISBN 978-3-940597-08-3.